# Anthocoris limbatus
Anthocoris limbatus är en insektsart som beskrevs av Franz Xaver Fieber 1836. Anthocoris limbatus ingår i släktet Anthocoris, och familjen näbbskinnbaggar. Arten är reproducerande i Sverige.

## Bildgalleri

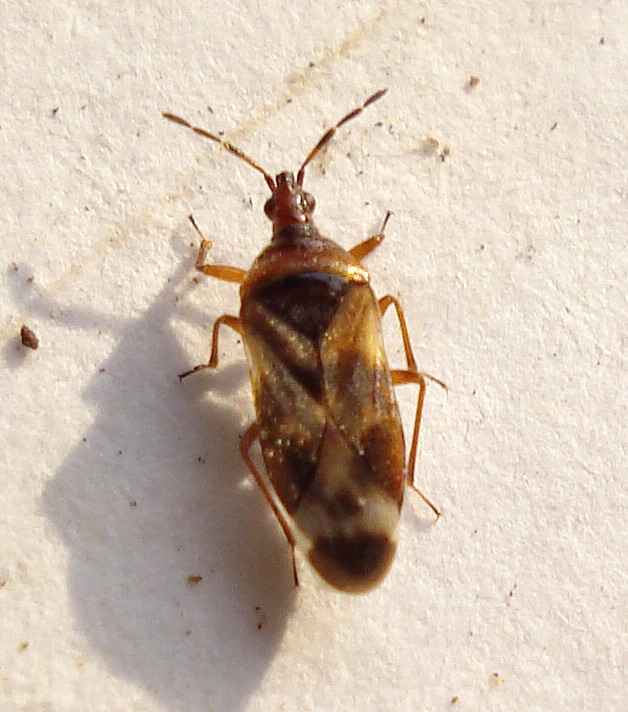